# Skerryvore Lighthouse
Das Skerryvore Lighthouse, deutsch Skerryvore-Leuchtturm, ist ein Leuchtturm auf der schottischen Insel Skerryvore. Die kleine, unbewohnte Schäre liegt etwa 16 km südwestlich Insel Tiree im Atlantischen Ozean. 1971 wurde der Skerryvore-Leuchtturm in den schottischen Denkmallisten in der höchsten Kategorie A gelistet. Auf Grund der widrigen Baubedingungen auf Skerryvore gilt der Turm als eine der bedeutendsten ingenieurtechnischen Leistungen im Leuchtturmbau. Außerdem gilt er als der anmutigste Leuchtturm Schottlands.

## Bau
Als Architekt war Alan Stevenson für Planung und Bau des Leuchtturms verantwortlich. Die Bauarbeiten begannen im Juni 1838 mit der Errichtung einer Holzhütte auf der Insel zur Unterbringung der Arbeiter. Da das Anlanden auf Skerryvore nur bei günstigen Witterungsbedingungen möglich ist, bestanden die Anstrengungen darin, die Hütte so schnell als möglich fertigzustellen. Ein Arbeitstag dauerte aus diesem Grund 16 Stunden, wobei nur zwei Pausen zu je einer halben Stunde eingelegt wurden. Auf Grund des einsetzenden Herbstwetters musste der Bau im September desselben Jahres unvollendet unterbrochen werden. Die bis zu diesem Zeitpunkt errichtete Konstruktion vernichtete dann ein Novembersturm, sodass bei Wiederaufnahme der Arbeiten im Mai 1839 sowohl die Hütte vollständig neu aufgebaut werden musste als auch die Aushebungen für das Turmfundament vorgenommen werden mussten. Auf Grund der widrigen Bedingungen schritt der Bau nur langsam voran. Mehrfach wurden Baumaterial und Kräne ins Meer gespült. Nachdem die Behausung schließlich Anfang September 1839 fertiggestellt worden war, endete die Bautätigkeit für den Rest des Jahres. Nach der Fortführung der Arbeiten im Frühling des folgenden Jahres erschien der Duke of Argyll am 7. Juli 1840 auf Skerryvore zur feierlichen Grundsteinlegung. Zum Ende der Bausaison war der Turm bereits auf eine Höhe von etwa 2,5 m angewachsen. Im folgenden Jahr konnte die 37. der geplanten 97 Steinreihen abgeschlossen werden. Der letzte Stein wurde schließlich am 25. Juli 1842 verbaut, woraufhin die Laterne in Einzelteilen angeliefert und vor Ort zusammengesetzt wurde. Der Bau kostete insgesamt beinahe 87.000 £. Im Jahre 1972 wurde neben dem Turm ein Hubschrauberlandeplatz installiert.
Der Skerryvore-Leuchtturm ist aus großen Granitblöcken aufgebaut, die aus einem Steinbruch auf der Insel Mull stammen. Von dort aus wurden sie nach Hynish auf Tiree transportiert, wo sie final behauen und glattgeschliffen wurden.

## Betrieb

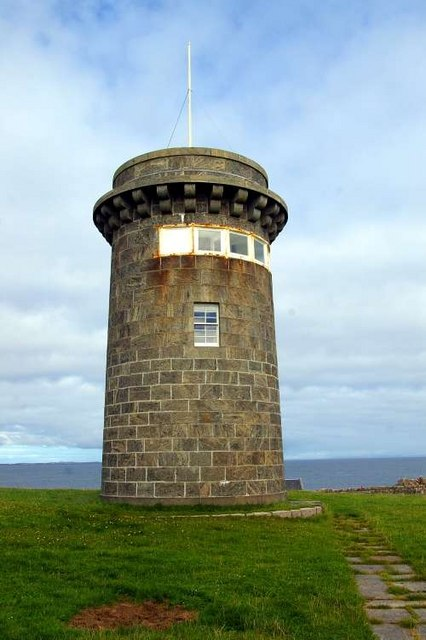
Ehemaliger Signalturm bei Hynish

Alan Stevenson übergab die Leitung der Arbeiten an seinen jüngeren Bruder Thomas Stevenson, der den Leuchtturm am 29. März 1843 begutachtete und als wasserdicht befand. In diesem Jahr wurde der Innenausbau vorgenommen. Die erste Besatzung nahm den Turm am 1. Februar 1844 in Betrieb. Zu Kriegszeiten im Jahre 1940 explodierte eine Bombe am Leuchtturm, die jedoch nur geringe Schäden verursachte. Am 16. März 1954 brach ein verheerender Brand im Skerryvore Lighthouse aus und der Turm fiel erstmals nach 110-jähriger Betriebsdauer aus. Ein unbemanntes Feuerschiff ersetzte vorübergehend das Leuchtfeuer des Turms. Mit der Renovierung des Turms wurde 1956 begonnen, sodass weitere Übergangslösungen noch bis in den Sommer 1959 betrieben werden mussten, als das neue Leuchtfeuer des Turms erstmals in Betrieb genommen wurde. Dieses wurde nun elektrisch von drei Dieselgeneratoren betrieben. 1994 wurde der Leuchtturm schließlich automatisiert.
Da den Leuchtturmwärtern keine direkte Möglichkeit zur Kommunikation mit der Außenwelt zur Verfügung stand, wurde bei Hynish ein Signalturm errichtet. Dieser Turm ermöglichte die Übermittlung von Botschaften durch Lichtzeichen. Auf Grund der ungünstigen Lage des Signalturms wurde im Jahre 1892 ein neuer Turm auf Mull errichtet, welcher ersteren ersetzte. Heute ist in dem ehemaligen Signalturm auf Hynish das Skerryvore-Museum eingerichtet. Nach der Entwicklung der Funkübertragung wurden die Signaltürme aufgegeben und der Leuchtturm fortan von einer Funkstation in Oban betreut.

## Beschreibung

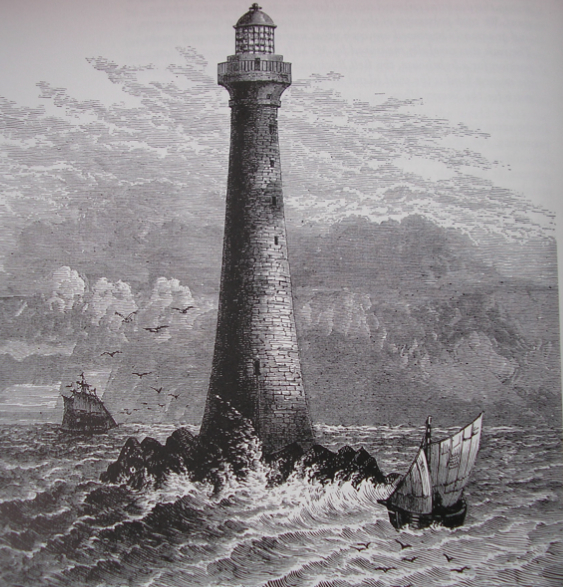
Künstlerische Darstellung aus dem 19. Jahrhundert

Der Turm besteht aus großen Quadersteinen aus Granit. An der Basis durchmisst das runde Bauwerk etwa 12,8 m und verjüngt sich nach oben stetig auf 4,9 m. Er schließt in einer Höhe von 46 m ab. Eine Treppe mit 151 Stufen führt zu der durch ein umlaufendes Geländer abgegrenzten Plattform, welche die Laterne umgibt. Auf dieser befindet sich das ebenfalls 46 m über dem Meeresspiegel befindliche Leuchtfeuer, das alle zehn Sekunden weiß aufblinkt. Es ist bis in eine Entfernung von 42 km vom Turm zu sehen. Im Inneren sind insgesamt elf Räume eingerichtet.